# Ženska loza ustaškog pokreta
Ženska loza ustaškog pokreta je bila jedina dopuštena ženska organizacija u NDH. Ženski ogranak Hrvatske seljačke stranke (HSS-a), kao i društva poput Hrvatske žene morali su se priključiti u tu organizaciju. U prvom planu pripadnice navedenog pokreta su se angažirale karitativno: skupljale su odjeću za borce, brinule su se za ranjene borce, siročad, izbjeglice, siromašne majke i djecu. Isto tako, širile su ustašku propagandu i promicale ustaški režim.
Ovoj su organizaciji smjele pristupiti samo "hrvatske-arijske" žene od 21. godine.

## Politika ustaškog pokreta prema ženama
Nastankom Nezavisne Države Hrvatske se podrazumijevalo da je nova država nadahnuta nacionalizmom i katoličkom vjerom, te potiče i promiče natalitet i tradicionalnu obitelj. Prema ustaškoj ideologiji, dužnosti žene bile su majčinstvo i intelektualni rad. U pojedinim publikacijama oštro se kritiziralo sve žene koje još nisu postale majke ili to čak ne žele biti. Novi režim nije pravio nikakve prepreke u promidžbi i djelovanju žena. Podatak potvrđuje: broj studentica prava između travnja 1941. i proljeća 1942., penje se od 120 na 727. Ustaški pokret nije bio otvoren isključivo muškarcima već i ženama koje se skupljaju unutar zasebne strukture poznate pod nazivom "Ženska loza ustaškog pokreta". Mlade djevojke su, kao i dječaci, primani u "Ustašku mladež", odnosno ovisno o dobi u organizacije kao što su Ustaška uzdanica (7 - 11 godina), Ustaški junak (11 - 14 godina) i Starčevićanska mladež (15 - 21 godina), prije nego što započinju razdoblje u jedinicama Državne časne radne službe. Žene u Ustaškom pokretu se ne isključuju, što govori to da su slikarica Anka Krizmanić (1896. – 1987.) i kiparica Ksenija Kantoci (1909. – 1995.) redovito dobivale pozive za sudjelovanje na predstavljaju hrvatske suvremene umjetnosti na velikim međunarodnim izložbama u Berlinu, Beču i Bratislavi.
Židovke su u ustaškom režimu zbog rasnih zakona bile stigmatizirane i izložene progonima. Srpkinje su bile izložene stigmi i nasilnom osvetničkom ponašanju ustaškog režima zbog okrutnih represija velikosrpskog hegemonističkog režima Kraljevine Jugoslavije, a koji je sam pripadao balkanskom tipu fašizma; policija i kraljevska žandarmerija Kraljevine Jugoslavije sprovodile su takvu represiju da nisu prezali ni od prijetnji, zastrašivanja, zlostavljanja, uhićivanja, zatvaranja, premlaćivanja i bičevanja žena (Marija Hranilović, Manda Devčić, pa i ubojstava (senjska žrtva Katica Tonković). Pravoslavne žene, ako nisu bile iz redova naroda koje nisu bili saveznici NDH, nisu imale povjerenje režima. Kad su vlasti NDH shvatile da nasilje nad Srbima (masovna ubojstva za borbu sposobnih muškaraca, ali i žena i djece) jača pobunu protiv NDH, od početka 1942. godine mijenja se politika prema Srbima koje se od onda definira kao Hrvate pravoslavne vjere i pokušava integrirati u društvo NDH.
Ustaški je režim sve žene koje su se angažirale kao borkinje, bolničarke ili političke radnice u partizanskom pokretu, odnosno u Antifašističkoj fronti žena ozloglasio kao "žene bez morala, kao ubojice, koje rade abortuse, i kao rušiteljice tradicionalnih vrijednosti". Ustaško je mišljenje bilo da je ženska zadaća unositi moralnost među ljude, a partizanke su koristili kao loš primjer.
U propisniku ustaškog pokreta, na temelju točke 13. ustava ''Ustaše'' - HOP - Po odredbi Poglavnika, stoji:

## Članice
Zapovjednice Ženske ustaške mladeži su bile Mira Vrljičak-Dugački i njezina nasljednica Dolores Bracanović. Na čelo Ženske loze ustaškog pokreta postavljena je Irena Javor, kći hrvatskog političara Stipe Javora. Njena zamjenica je bila Vlasta Arnold, kći poznatog pedagoga i filozofa Đure Arnolda. Zadaće tih žena bili su mobilizacija i organizacija djevojčica i žena u ustaškom pokretu, te širenje ustaške propagande u dnevnom tisku. S velikom predanošću te se žene prvenstveno posvećuju društvenoj skrbi i radu s mladeži.
Utjecajne članice ŽLUP:
| - Zdenka Smrekar (1884. – 1946.) - Olga Osterman (1885. – 1955.) - Vlasta Arnold (1896. – 1963.) - Mara Švel-Garmišek (1900. – 1975.) - Irena Javor (1914. – 1945.) - Dolores Bracanović (1916. – 1997.) | - Mira Vrljičak (1917. – 2004.) - Ivona Maixner (1917.-?) - Silva Radej - Vera Stipetić - Kaja Pereković (1922. – 2010.) - Zdenka Žanko |

## Vanjske poveznice
- Christophe Dolbeau: U povodu Dana žena  Arhivirana inačica izvorne stranice od 23. veljače 2014. (Wayback Machine), HAZUD (objavljeno u Hrvatskom tjedniku, objavljeno 14. ožujka 2013.), s francuskog preveo Tomislav Sunić
- Vladimir Matijanić: Martina Bitunjac: I žene su euforično stvarale NDH, Slobodna Dalmacija, 16. studenoga 2011.